# Echinochloa stagnina
Echinóchloa stagnína — вид рода Ежовник (Echinochloa) семейства Злаки (Poaceae), который широко распространён в тропической Африке и Азии, с инвазивным статусом на многих островах Тихого океана.
Данный вид являлся одним из основных видов трав, которые выращивали в центральной дельте реки Нигер. Его культивировали фулани, которые использовали семена в пищу и для производства алкогольных и безалкогольных напитков.
Вид хорошо переносит наводнения и выращивается в Африке, где он помогает для борьбы с эрозией и обеспечивает сено для животных.